# Iglesia de Todos los Santos (Peshawar)
La Iglesia de Todos los Santos fue construida en 1883, y se encuentra dentro de la puerta Kohati de la antigua ciudad amurallada de Peshawar, en Pakistán es un lugar arquitectónicamente singular para la adoración que se parece mucho a una mezquita islámica sarracena con minaretes y una cúpula.
La iglesia fue inaugurada el día de San Juan, el 27 de diciembre de 1883. La primera piedra fue colocada por el capitán Graves cuya viuda regaló un escritorio de bronce para la iglesia. Una placa en una pared registra lo siguiente: "Esta iglesia se levanta a la Gloria de Dios y dedicada a la memoria de Todos los Santos en el año de nuestro Señor Jesucristo de 1883."
El 27 de diciembre de 2008 se cumplieron 125 años de la fundación de la iglesia.